# 이코노미 밥
이코노미 밥(말레이어·인도네시아어: nasi ekonomi 나시 에코노미[*], 영어: economy rice 이코노미 라이스[*])는 말레이시아, 싱가포르, 태국 등에서 쌀밥에 몇 가지 부식을 곁들여 내는 식사이다. 흔히 호커 센터의 노점이나 푸드코트 등에서 판매된다. 근래에는 홍콩과 마카오 등지에서도 대중화되었다.

## 이름
- 나시 에코노미(말레이어: nasi ekonomi)
- 이코노미 라이스(영어: economy rice)
- 잡판(광둥어: 雜飯, 월병: zaap6 faan6, 중국어 간체자: 杂饭, 병음: záfàn 짜판[*], 한자음: 잡반)
- 짭차이쁭(민난어: cha̍p-chhài-pn̄g, 중국어 간체자: 杂菜饭, 정체자: 雜菜飯, 병음: zácài fàn 짜차이판[*], 한자음: 잡채반)
- 차이쁭(민난어: chhài-pn̄g, 중국어 간체자: 菜饭, 정체자: 菜飯, 병음: càifàn 차이판[*], 한자음: 채반)

## 같이 보기
- 나시 참푸르
- 나시 파당